# Asota lacteata
Asota lacteata är en fjärilsart som beskrevs av Butler 1881. Asota lacteata ingår i släktet Asota och familjen nattflyn. Inga underarter finns listade i Catalogue of Life.